# Altamont (Utah)
Altamont je město v okresu Duchesne County ve státě Utah. K roku 2010 zde žilo 225 obyvatel. S celkovou rozlohou 0,4 km² byla hustota zalidnění 562,5 obyvatel na km².